# Ozyptila sakhalinensis
Ozyptila sakhalinensis es una especie de araña cangrejo del género Ozyptila, familia Thomisidae.

## Distribución
Esta especie se encuentra en Rusia (Lejano Oriente) y Japón.